# Mała księżniczka (anime)
Mała księżniczka / Mała księżniczka Sara (jap. 小公女セーラ Shōkōjo Sēra) – japoński serial animowany wyprodukowany przez studio Nippon Animation. Jedenasty pod względem chronologii serial należący do cyklu World Masterpiece Theater zrealizowany przez Fumio Kurokawę. Adaptacja powieści Frances Hodgson Burnett Mała księżniczka.

## Opis fabuły
Sara Crewe, córka angielskiego oficera, która od urodzenia mieszkała z rodziną w Indiach, po śmierci matki zostaje wysłana przez ojca do Anglii na pensję panny Minchin. Traktowana jest tam jak księżniczka. Gdy ojciec Sary nagle umiera, a dziewczynka pozostaje bez środków do życia, panna Minchin pozwala jej pozostać na pensji, jednak w charakterze pomywaczki. Dla Sary nastają trudne czasy. Ma jednak kilku przyjaciół, którzy ją wspierają. 

## Postacie
- Sarah Crewe (jap. セーラ・クルー Sēra Kurū) – główna bohaterka. Diamentowa księżniczka, która po śmierci ojca wiedzie trudne życie biednej pomywaczki na pensji u panny Minchin.
- Ralph Crewe (jap. ラルフ・クルー Rarufu Kurū) – ojciec Sary. Inwestuje w kopalnie diamentów. Wkrótce umiera na gorączkę malaryczną w Indiach.
- Panna Minchin (jap. ミンチン先生 Minchin Sensei) – dyrektorka pensji dla młodych dziewczyn w Londynie. Oschła i zimna.
- Amelia Minchin (jap. アメリア・ミンチン Ameria Minchin) – młodsza siostra panny Minchin. Jest łagodna i posłuszna jej decyzjom.
- Lavinia Herbert (jap. ラビニア・ハーバート Rabinia Hābāto) – próżna i zła dziewczynka. Z początku najpopularniejsza i najbogatsza uczennica na pensji. Gdy Sara przejmuje jej obowiązki i zaczyna reprezentować pensję, staje się o nią chorobliwie zazdrosna i zaczyna ją nienawidzić.
- Jessie (jap. ジェシー Jeshī) – jedna z przyjaciółek Lavinii. Wysoka i chuda z rudymi warkoczykami.
- Gertrude (jap. ガートルード Gātorūdo) – jedna z przyjaciółek Lavinii. Mała i gruba z brązowymi włosami.
- Ermengarde St. John (jap. アーメンガード・セントジョン Āmengādo Sentojon) – nieśmiała pulchna dziewczynka. Córka profesora, ma duże trudności w nauce, w tym głównie z języka francuskiego. Staje się jedną z najbliższych przyjaciółek Sary.
- Lottie Legh (jap. ロッティ・レイ Rotti Rei) – najmłodsza uczennica na pensji, ma cztery lata. Bardzo kocha Sarę i traktuje ją jak swoją przybraną mamę.
- Becky (jap. ベッキー Bekkī) – biedna dziewczynka, która pracuje jako służąca na pensji u panny Minchin. Zaprzyjaźnia się z Sarą.
- Peter (jap. ピーター Pītā) – biedny chłopak z ulicy, który z początku kieruje powozem Sary.
- Molly (jap. モーリー Mōrī) – asystentka szefa kuchni, jest szorstka i wymagająca zwłaszcza w stosunku do Becky.
- James (jap. ジェームス Jēmusu) – szef kuchni, który podobnie jak Molly, jest bardzo wymagający i surowy.
- Monsieur Dufarge (jap. デュファルジュ先生 Dyufaruju-sensei) – nauczyciel języka francuskiego na pensji u panny Minchin.
- Ram Dass (jap. ラムダス Ramudasu) – hindus, który służy panu Carrisfordowi. Trzyma psotną małpkę o imieniu Surya (jap. スリャ).
- Tom Carrisford (jap. トム・クリスフォード Tomu Kurisufōdo) – przyjaciel Ralpha Crewe, przekonał go do inwestowania w kopalnie diamentów w Indiach. Czuje się winny śmierci przyjaciela. Jego celem staje się odnalezienie Sary Crewe i przywrócenie jej bogactwa.
- Mr. Carmichael (jap. カーマイケル弁護士 Kāmaikeru-bengoshi) – prawnik i wspólnik pana Carrisforda. Podróżuje po Europie, aby odnaleźć Sarę Crewe.
- Donald Carmichael (jap. ドナルド・カーマイケル Donarudo Kāmaikeru) – syn pana Carmichaela, bogaty chłopiec, który zaprzyjaźnia się z biedną Sarą, nie znając jej pochodzenia.

## Opening

### Japonia
- Opening: Hana no Sasayaki (jap. 花のささやき; Westchnienie kwiatu), śpiewa Satoko Shimonari[4][5]
- Ending: Himawari (jap. ひまわり; Słonecznik), śpiewa Satoko Shimonari[6][5]

Obie te piosenki napisane przez Rei Nakanishi zostały skomponowane przez Koichiego Moritę i zaaranżowane przez Katsuhisę Hattoriego. Znalazły się w albumie Princess Sara Ongakuhen (jap. 小公女(プリンセス)セーラ 音楽編) oraz w Sekai Meisaku Gekijou Memorial Ongakukan Princess Sara (jap. 世界名作劇場 メモリアル音楽館 小公女(プリンセス)セーラ) – muzycznej kolekcji poświęconej Małej księżniczce.

### Włochy
- Opening: Lovely Sara (Prześliczna Sara), śpiewa Cristina D'Avena[10][11].

### Francja
- Opening: Princesse Sarah (Księżniczka Sara; regionalizacja openingu włoskiego), śpiewa Cristina D'Avena[12][13][14] (nigdy wcześniej ani później nie zdarzyło się, żeby włoską i francuską wersję piosenki początkowej wykonywała ta sama osoba).

### Kraje arabskie
- Opening: Sali (Sali), śpiewa Suhair Odeh

### Hiszpania
- Opening japoński.

### Niemcy
- Opening zastąpiono fragmentem animacji (Sara w balowej sukni) z nałożonym niemieckim tytułem, pod którą podłożono kilkusekundowy dżingiel.

### Polska
- Opening: Mała księżniczka (muzyka Piotr Hertel, tekst Piotr Słowikowski), śpiewa Basia Dubowska[15].
- Ending: wersja karaoke piosenki czołówkowej.

## Wersja japońska

### Obsada (głosy)
- Sara Crewe – Sumi Shimamoto
- Ralph Crewe – Banjō Ginga
- Maria Minchin – Taeko Nakanishi
- Amelia Minchin – Yukiko Nashiwa
- Lavinia – Eiko Yamada
- Jessie – Seiko Nakano (pierwszy głos) / Harumi Iizuka (drugi głos)
- Gertrude – Run Sasaki
- Ermengarde – Maki Yaosaha
- Lottie – Naoko Watanabe
- Becky – Mie Suzuki
- Peter – Chika Sakamoto
- Molly – Asami Mukaidono
- James – Daisuke Gōri
- Monsieur Dufarge – Toshiya Ueda
- Ram Dass – Hideyuki Tanaka
- Tom Carrisford – Shūsei Nakamura
- Mr. Carmichael – Yūsaku Yara
- Donald Carmichael – Mitsuko Horie

## Wersja polska

### Wersja TV
W Polsce serial był emitowany na kanałach TVP 2, TVP Polonia oraz TVP Regionalna
Wersja polska: Studio Opracowań Dźwiękowych w Łodzi
Reżyseria: Maria Horodecka
Dialogi:
- Krystyna Kotecka,
- Elżbieta Włodarczyk

Dźwięk: Marek Dubowski
Montaż:
- Teresa Ozga,
- Marek Dubowski

Kierownictwo produkcji: Zdzisława Kowalewska
Wystąpili:
- Barbara Marszałek – Sara Crewe
- Gabriela Sarnecka – Maria Minchin
- Małgorzata Jakubowska – Becky
- Ewa Worytkiewicz – Amelia Minchin (1 głos)
- Wiesława Grochowska – Amelia Minchin (2 głos)
- Anna Bojarska – Peter
- Teresa Makarska – Lavinia
- Aleksandra Gałaj – Lotta
- Grażyna Walasek – Jessie
- Barbara Dzido – Molly
- Jarosław Pilarski – James
- Róża Chrabelska
- Anna Molenda
- Barbara Olszańska
- Mieczysław Antoni Gajda
- Jan Hencz
- Andrzej Herdel
- Piotr Krukowski
- Mariusz Siudziński – Ram Dass
- Danuta Rynkiewicz
- Jerzy Korsztyn

i inni

### Wersja VHS
- Dystrybucja VHS: Eurocom

Wersja skrócona z polskim dubbingiem składająca się z dwóch części – dwie kasety VHS po około 90 minut.

### Wersja DVD
- Dystrybucja DVD: IDG Poland – wersja z 2002 roku z polskim dubbingiem (180 min)[21].

Kilka wydań z różnymi okładkami, także z czasopismem Kino Domowe Magazyn DVD: Kino za grosik.

## Lista odcinków
| N/o | Tytuł | Premiera             | Premiera w Polsce    |
| --- | --- | -------------------- | -------------------- |
| 1   | Pensja panny Minchin / Miss Minchin's Seminary for Young Ladies Minchin joshi-gakuin (ミンチン女子学院)                        | 6 stycznia 1985      | 21 marca 1992        |
| 2   | Lalka Emilia / Emily the Doll Emirī ningyō (エミリー人形)                                                                      | 13 stycznia 1985     | 28 marca 1992        |
| 3   | Pierwsza lekcja / First Day of Class Hajimete no jugyō (はじめての授業)                                                        | 20 stycznia 1985     | 4 kwietnia 1992      |
| 4   | Moja serdeczna przyjaciółka Ermengarda / Ermengarde the Good Friend Shin'yū āmengādo (親友アーメンガード)                      | 27 stycznia 1985     | 11 kwietnia 1992     |
| 5   | Lotta beksa / Lottie the Crybaby Nakimushi Rotti (泣き虫ロッティ)                                                              | 3 lutego 1985        | 18 kwietnia 1992     |
| 6   | Becky z Ashfield / Becky, Covered in Ash Haikaburi Bekkī (灰かぶりベッキー)                                                    | 10 lutego 1985       | 20 kwietnia 1992     |
| 7   | Pierwsza uczennica / Class Representative Daihyō seito (代表生徒)                                                              | 17 lutego 1985       | 25 kwietnia 1992     |
| 8   | Uprzejma młoda dama / A Kind Mistress Shinsetsuna ojōsama (親切なお嬢様)                                                       | 24 lutego 1985       | 2 maja 1992          |
| 9   | List z Indii / The Letter from India Indo kara no tegami (インドからの手紙)                                                    | 3 marca 1985         | 9 maja 1992          |
| 10  | Dwa prezenty / Two Gifts Futatsu no purezento (二つのプレゼント)                                                               | 10 marca 1985        | 16 maja 1992         |
| 11  | Urodziny księżniczki / The Birthday of the Princess Purinsesu no tanjōbi (プリンセスの誕生日)                                  | 17 marca 1985        | 23 maja 1992         |
| 12  | Na poddaszu / The Dark Room in the Attic Yaneura no kurai heya (屋根裏の暗い部屋)                                              | 24 marca 1985        | 30 maja 1992         |
| 13  | Dzień ciężkiej pracy / A Day of Hard Work Tsurai shigoto no hi (つらい仕事の日)                                                | 31 marca 1985        | 6 czerwca 1992       |
| 14  | Wizyta o północy / The Late-Night Guest Shin'ya no okyaku-sama (深夜のお客さま)                                                | 7 kwietnia 1985      | 13 czerwca 1992      |
| 15  | Peter - Chłopiec z miasta / Peter, The Child of the Streets Machi no ko Pītā (街の子ピーター)                                  | 14 kwietnia 1985     | 20 czerwca 1992      |
| 16  | Przygody Lotty / Lottie's Adventure Rotti no bōken (ロッティの冒険)                                                            | 21 kwietnia 1985     | 27 czerwca 1992      |
| 17  | Mój mały przyjaciel Mel / Friends with Little Melle's Family Chīsana tomo meru no kazoku (小さな友メルの家族)                  | 28 kwietnia 1985     | 4 lipca 1992         |
| 18  | Święto Majowej Rosy / The Sad Maypole Celebration Kanashī meipōru-sai (悲しいメイポール祭)                                     | 5 maja 1985          | 11 lipca 1992        |
| 19  | Listy z Indii / Messages to India Indo kara no yobigoe (インドからの呼び声)                                                    | 12 maja 1985         | 18 lipca 1992        |
| 20  | Podstęp / The Mystery of the Resident of the Special Room Nazo no tokubetsu-shitsu seito (謎の特別室生徒)                      | 19 maja 1985         | 25 lipca 1992        |
| 21  | Łzy bólu / The Sadness Within Tears Namida no naka no kanashimi (涙の中の悲しみ)                                               | 26 maja 1985         | 1 sierpnia 1992      |
| 22  | Przyjęcie na poddaszu / The Party in the Attic Yaneura no pātī (屋根裏のパーティー)                                            | 2 czerwca 1985       | 8 sierpnia 1992      |
| 23  | Sara i mała żebraczka / The Friendly Baker Shinsetsuna pan'yasan (親切なパン屋さん)                                            | 9 czerwca 1985       | 15 sierpnia 1992     |
| 24  | Los Emilki / Emily's Fate Emirī no unmei (エミリーの運命)                                                                      | 16 czerwca 1985      | 22 sierpnia 1992     |
| 25  | Wizyta pani burmistrzowej / Cinderella for a Day Ichinichi dake no Shinderera (一日だけのシンデレラ)                           | 23 czerwca 1985      | 29 sierpnia 1992     |
| 26  | Mała nauczycielka francuskiego / The Young Teacher for the Younger Students Nenshō-gumi no chīsana sensei (年少組の小さな先生) | 30 czerwca 1985      | 6 września 1992      |
| 27  | Do widzenia monsieur Dufarge / The Departure of Sensei Dufarge Dyufaruju sensei no kikoku (デュファルジュ先生の帰国)           | 7 lipca 1985         | 13 września 1992     |
| 28  | Niech żyją wakacje / The Hubbub of Summer Vacation Natsuyasumi no ōsōdō (夏休みの大騒動)                                       | 14 lipca 1985        | 20 września 1992     |
| 29  | Becky jedzie do domu / Becky's Return Home Bekkī no satogaeri (ベッキーの里帰り)                                               | 21 lipca 1985        | 27 września 1992     |
| 30  | Pan z Indii / The Indian Gentleman Indo kara kita shinshi (インドからきた紳士)                                                 | 4 sierpnia 1985      | 4 października 1992  |
| 31  | Tajemnicze zdarzenie / The Monster in the Attic Yaneura ni kita kaibutsu (屋根裏にきた怪物)                                    | 11 sierpnia 1985     | 11 października 1992 |
| 32  | Tajemnica pana z sąsiedztwa / The Secret on the Other Side of the Wall Kabe no mukō gawa no himitsu (壁の向う側の秘密)         | 18 sierpnia 1985     | 18 października 1992 |
| 33  | Shin gakki no ijiwaru / The New Semester (新学期のいじわる)                                                                    | 25 sierpnia 1985     | 25 października 1992 |
| 34  | Burza / Redemption in the Storm Arashi no naka no tsugunai (嵐の中のつぐない)                                                  | 8 września 1985      | 1 listopada 1992     |
| 35  | Śmiertelna choroba / On the Brink of Death Kiesōna inochi (消えそうな命)                                                       | 22 września 1985     | 8 listopada 1992     |
| 36  | Czary / Beginning of the Magic Mahō no hajimari (魔法のはじまり)                                                               | 29 września 1985     | 15 listopada 1992    |
| 37  | Zamieszanie na poddaszu / Pandemonium in the Attic Yaneura wa dai konran (屋根裏は大混乱)                                      | 6 października 1985  | 22 listopada 1992    |
| 38  | Koniec czarów / The Magic Dispelled Kowasareta mahō (こわされた魔法)                                                           | 13 października 1985 | 29 listopada 1992    |
| 39  | Zimowe noce / A Cold Night in the Stable Umagoya no samui yoru (馬小屋の寒い夜)                                                | 20 października 1985 | 6 grudnia 1992       |
| 40  | Wypadek panny Amelii / Miss Amelia's Tears Ameria-sensei no namida (アメリア先生の涙)                                          | 27 października 1985 | 13 grudnia 1992      |
| 41  | Przyjęcie w wigilię wszystkich świętych / Party of the Spirits Yōsei-tachi no pātī (妖精たちのパーティー)                      | 3 listopada 1985     | 20 grudnia 1992      |
| 42  | Podpalaczka / Driven Away on a Snowy Day Yuki no hi no tsuihō (雪の日の追放)                                                   | 10 listopada 1985    | 27 grudnia 1992      |
| 43  | Paczka z ubraniami / The Wonderful Parcel of Happiness Shiawase no sutekina kodzutsumi (幸せの素敵な小包)                      | 8 grudnia 1985       | 3 stycznia 1993      |
| 44  | To ona / Ah! It Is the Child! Ā! Kono ko da! (ああ！ この子だ！)                                                               | 15 grudnia 1985      | 10 stycznia 1993     |
| 45  | Diamentowa księżniczka / Miss Minchin's Regret Minchin inchō no kōkai (ミンチン院長の後悔)                                     | 22 grudnia 1985      | 17 stycznia 1993     |
| 46  | Wigilia na pensji panny Minchin / Till We Meet Again Mata au hi made (また逢う日まで)                                          | 29 grudnia 1985      | 24 stycznia 1993     |